# Delivery Hero
Delivery Hero SE, is een Duits bedrijf dat websites exploiteert voor het bestellen van maaltijden, dat in 2011 is opgericht. Het maakt de maaltijden niet zelf, maar heeft relaties met bijna 300.000 restaurants die voor de thuisbezorging gebruik maken van Delivery Hero. Het bedrijf is actief in Europa, Noord Afrika en het Midden-Oosten, Azië en Latijns-Amerika. Het hoofdkantoor staat in Berlijn en het bedrijf is beursgenoteerd.

## Activiteiten
Delivery Hero levert maaltijden van restaurants af bij klanten. Het bedrijf is actief in meer dan 40 landen wereldwijd. Per maart 2023 was Naspers de grootste aandeelhouder met een belang van 25-30%, gevolgd door Baillie Gifford Group en Luxor Group (allebei 5-10%). De free float was bijna 60%.
In 2020 leverde het 1,3 miljard maaltijden af met een totale waarde van € 12,4 miljard en is hiermee de grootste in de sector. Delivery Hero krijgt hiervoor een vergoeding van ongeveer 15% van de afgeleverde waarde die gemiddeld iets onder de € 10 lag. De totale omzet bedroeg € 2,5 miljard, waarvan commissie 60% uitmaakte en een vergoeding voor de aflevering zo'n 25%. De activiteiten zijn geografisch ingedeeld. Azië is het grootste afzetgebied, gevolgd door Noord-Afrika en het Midden-Oosten en dan Europa. Deze twee regio's vertegenwoordigen driekwart van de omzet. Europa en Latijns-Amerika zijn op afstand de kleinste regio's. 
In 2018 leed het bedrijf een nettoverlies van € 42 miljoen, maar dit was geflatteerd door een grote boekwinst op de verkoop van Hungryhouse. Zonder de boekwinst kwam het verlies uit op € 277 miljoen. Op 1 april 2019 werd de verkoop van de Duitse activiteiten aan Takeaway afgerond. Dit resulteerde in een aanzienlijke eenmalige boekwinst van € 920 miljoen. Inclusief deze boekwinst kwam het resultaat over heel 2019 uit op een winst van € 230 miljoen, maar zonder deze boekwinst leed het een verlies van € 690 miljoen.

### Resultaten
| Jaar | Netto-omzet | Nettoresultaat | Aantal leveringen (× miljoen) | Waarde afleveringen | Werknemers (gemiddeld) |
| ---- | ----------- | -------------- | ----------------------------- | ------------------- | ---------------------- |
| 2014 | 88          | –88,1          | 67                            | 893                 | 1018                   |
| 2015 | 200         | –287,2         | 103                           | 1430                | 2843                   |
| 2016 | 297         | –194,9         | 171                           | 2324                | 6848                   |
| 2017 | 544         | –348,1         | 292                           | 3824                | 14.631                 |
| 2018 | 665         | –42,2          | 369                           | 4454                | 16.627                 |
| 2019 | 1238        | 230,2          | 666                           | 7435                | 22.515                 |
| 2020 | 2472        | –1402,7        | 1304                          | 12.361              | 29.552                 |
| 2021 | 5856        | –1096,5        | 2792                          | 32.519              | 45.445                 |
| 2022 | 8577        | –2975,1        |                               | 42.827              | 51.118                 |

## Geschiedenis
Delivery Hero werd in mei 2011 opgericht door Niklas Östberg, Kolja Hebenstreit, Markus Fuhrmann en Lukasz Gadowski. Zij hadden tot doel van Delivery Hero een wereldwijd online bestelplatform voor voedsel te maken. Delivery Hero begon in Australië en het Verenigd Koninkrijk in 2011.
In 2012 werd Lieferheld in Duitsland overgenomen en werd een belang gekocht in Foodarena actief in Zwitserland. Kort daarop volgde acquisities in Zweden, Finland, Oostenrijk en Polen. In augustus 2012 werd het actief in Zuid-Korea en de Volksrepubliek China via deelnemingen in Yogiyo en Aimifan. In 2014 volgde de eerste stap in Latijns-Amerikaanse met een groot aandelenbelang in marktleider PedidosYa en in augustus 2014 verwierf de groep de Duitse marktleider en rivaal, pizza.de.
Aan de groei kwam geen einde, in april 2015 nam het de Zuid-Koreaanse bezorgservice Baedaltong over, een belangrijke concurrent van Yogiyo. Een maand later kocht Delivery Hero de Turkse concurrent Yemek Sepeti group voor 530 miljoen euro. Dit was de grootste acquisitie van Delivery Hero tot dan toe. Yemek Sepeti is de marktleider in Turkije en heeft sterke marktposities in Griekenland en het Midden Oosten. Op 30 september 2015 werd de in München gevestigde Foodora overgenomen van Rocket Internet en op 10 december 2016 werd Foodpanda ingelijfd. De verkoop van het Britse Hungryhouse aan Just Eat werd in december 2016 aangekondigd. Op 31 januari 2018 werd de transactie afgerond en Delivery Hero ontving £ 240 miljoen.
In mei 2017 kocht Naspers een belang in het bedrijf voor 387 miljoen euro. In september 2017 kocht het aandelen bij en was met een belang van circa 26% de grootste aandeelhouder in Delivery Hero geworden.
De aandelen Delivery Hero werden op 30 juni 2017 geïntroduceerd op de Frankfurter Wertpapierbörse, een onderdeel van Deutsche Börse. Delivery Hero haalde in totaal bijna € 1 miljard op, waarvan ongeveer de helft nieuwe aandelen en de rest betrof een herplaatsing door bestaande aandeelhouders. Vanaf 18 juni 2018 maakt het aandeel onderdeel uit van de MDAX aandelenindex.
Eind 2018 verkocht Delivery Hero zijn Duitse activiteiten, Foodora, Pizza.de en Lieferheld, aan Takeaway.com voor € 930 miljoen, waarvan 9,5 miljoen aandelen Takeaway.com. Op 1 april 2019 werd de overname afgerond. De koers van het aandeel Takeaway was gestegen van € 44,40 op het moment van het tekenen van het koopcontract in december naar € 68,70 per 1 april 2019, waarmee de totale overnamesom is opgelopen tot € 1,2 miljard. Vanaf deze datum houdt Delivery Hero een aandelenbelang van 15% in Takeaway.com. Medio september 2019 kondigde Delivery Hero aan 3 miljoen aandelen Takeaway te gaan verkopen, de minimumprijs is vastgelegd op 73 euro per aandeel. Een maand na de verkoopmelding zijn er zo'n 830.000 aandelen verkocht en de aandelenkoers van Takeaway is onder de minimumprijs gezakt. per 31 december 2019 had het nog 3,3 miljoen aandelen Takeaway in bezit.
In december 2019 doet Delivery Hero een bod op de Zuid-Koreaanse concurrent Woowa Brothers Corp. 
Woowa werd in 2010 opgericht en leverde 36 miljoen maaltijden af in november 2019 in Zuid-Korea. Het overnamebod heeft een waarde van € 3,6 miljard, waarvan € 1,9 miljard in aandelen wordt voldaan. In eerste instantie zal het voor 87% eigenaar worden en de resterende 13% zal na vier jaar worden omgezet in aandelen Delivery Hero. De twee gaan een joint venture oprichten in Singapore, waarbij oprichter en CEO Kim Bong-jin van Woowa de belangrijkste bestuurder zal worden, van waaruit de activiteiten in Azië worden aangestuurd. Begin maart 2021 werd de transactie afgerond. De Koreaanse toezichthouder had wel als voorwaarde gesteld dat het bedrijfsonderdeel Delivery Hero Korea (DHK) moet worden afgestoten. De verkoop van DHK werd op 29 oktober 2021 gerealiseerd en Delivery Hero ontving hiervoor € 536 miljoen.
Op 24 augustus 2020 werd Delivery Hero opgenomen in de DAX-index. In dezelfde maand werd ook InstaShop overgenomen voor US$ 360 miljoen, dit bedrijf werd in 2015 opgericht en is actief in Noord-Afrika en het Midden-Oosten.
In mei 2021 bereikte Delivery Hero overeenstemming met Glovo. Glovo neemt alle activiteiten van Delivery Hero over in Bosnië en Herzegovina, Bulgarije, Kroatië, Montenegro, Roemenië en Servië voor € 170 miljoen. Op 10 december 2021 werden de laatste activiteiten, die onderdeel van deze overeenkomst zijn, overgedragen.
Op 20 juni 2022 verhuisde het bedrijf van de DAX-index naar de minder belangrijke MDAX aandelenindex.